# Cuci Amador
Cristina Elena Garcia, conocida como Cuci Amador es una cantante del género Funk.

## Biografía
Cristina Elena Garcia nació en San Juan, Puerto Rico el 10 de noviembre de 1979. Ella es la cantante del grupo musical Afrobeta.

## Música
"That Thing" y "Nighttime" han sido sus temas más conocidos dentro de Afrobeta.

## Colaboraciones
- Ha sido vocalista y coescritora con el ganador del premio Grammy Calle 13 en su álbum Los De Atrás Vienen Conmigo en el segundo single Electro Movimiento.[3][4]

- También aparece en el video realizado para la canción previamente mencionada, Electro Movimiento.[5][6]

- Aparece también en 2gether 4ever en el primer álbum de José, El Rey: A Little Strong.